# جويل أوكويو أتيكو
جويل أوكويو أتيكو (بالإنجليزية: Joel Okuyo Atiku)‏، (مواليد 3 ديسمبر 1983) هُو مُمثل أوغندي.